# La Cumbre, Chihuahua
La Cumbre är en ort i Mexiko.   Den ligger i kommunen Uruachi och delstaten Chihuahua, i den nordvästra delen av landet, 1 300 km nordväst om huvudstaden Mexico City. La Cumbre ligger 1 889 meter över havet och antalet invånare är 113.
Terrängen runt La Cumbre är kuperad åt nordväst, men åt sydost är den bergig. Runt La Cumbre är det mycket glesbefolkat, med 4 invånare per kvadratkilometer. Närmaste större samhälle är Calaveras, 15,8 km nordost om La Cumbre. I omgivningarna runt La Cumbre växer huvudsakligen savannskog.